# ساورون
ساورون هو لقب الشخصية المعادية في رواية جي آر. آر. تولكين سيد الخواتم، كان يحكم أرض موردور ولديه طموح أن يحكم الأرض الوسطى بأكملها. عُرِف ساورن مستحضر أرواح في رواية تولكين السابقة الهوبيت. في رواية تولكين سيلماريليون وُصف ساورون أنه المدير المنفذ لسيد الظلام الأول مورغوث. يلاحظ تولكين أن الأينور، القوى الملائكية في أساطيره المختلقة، كانت مؤهلة بدرجات كبيرة للخطأ والفشل، لكن الأسوأ بكثير كان التمرد الشيطاني المطلق، وشر مورغوث وتابعه ساورون.

## السيرة الذاتية

### قبل خلق العالم
تشرح الأسطورة الكونية التي تسبق سيلماريليون كيف بدأ إيرو خلق الكائنات الأسمى بإحضار قدر لا يُحصى من الخير والخلود والأرواح الملائكية والقوى السماوية أينور، ضمنهم ساورون، أحد السماويين الأدنى والمايار (المايار جمع مايا، ملائكة سماوية). في الأصل تصور ساورون الإله الذي خلقهم مباشرةً. كان أعلى مرتبة من المايار الذين جاءوا لاحقًا إلى الأرض الوسطى سحرةً. تمرَّد فالا ملكور (سُمي لاحقًا مورغوث) ضد خالقه إيرو، وكسر الموسيقى الكونية بالفتنة، وتبعه ساورون.

### سقوط ساورون في العصر الأول
خدَم ساورون أولو فالاسميث، واكتسب الكثير من المعرفة. كان يدعى في البداية مايرن (أي باهر بلغة تولكين الخيالية كوينيا) حتى انضم إلى ملكور. كان يُدعى (ضباب الخوف) في بيلرياند باللغة السيندريانية الغورثية، وباللغة الغورثية (القاسي). كان ساورون يميل إلى ملكور، الذي جذبه إليه حين بيّن له امتلاكه القدرة على التأثير في خططه بسرعة وبراعة، وكره ساورون الاضطراب. أصبح ساورون جاسوسًا لدى ملكور في ألمارين. إذ دمر ملكور ألمارين سريعًا، انتقلت فئة فالار إلى أقصى الغرب، العالم المبارك لفئة فالار، إذ لا تزال لا تدرك غدر ساورون. ترك ساورون الأرض المباركة وذهب إلى الأرض الوسطى لاردا، حيث شيد ملكور قلعته. انضم ساورون علنًا إلى عدو الفالار، الذي سُمي الآن مورغوث.

#### ملازم مورغوث
أصبح ساورون خادمًا مخلصًا ومتمكنًا لمورغوث، إذ ساعده على جميع خدعه الماكرة. بحلول الوقت الذي استيقظ فيه الجان في العالم الجديد، أصبح ساورون مُلازم ملكور. أُعطي القيادة على قلعة أنغباد الجديدة. شن الفالار الحرب على ملكور وأسروه، ولكن أنغباد فرّ، كان يختبئ في الأرض الوسطى مع سيلماريلز، وجّه ساورون الحرب ضد الجان، إذ احتل ميناس تيريث. تأتي الذئبتان لوثين وهوان إلى القلعة التي تحطمت لإنقاذ السجين بيرين، حبيب لوثين، تحول ساورون إلى مستذئب، حارب هوان التي نالت حنجرته، هُزِم وتُرِك مصاص دماء ضخم. دمّرت لوثين البرج وأنقذت بيرين من الزنزانة. أبحر أريندل إلى العالم المبارك وانقلب الفالار ضد مورغوث في حرب الغضب. هُزِم وألقي في الفراغ خارج العالم، لكن ساورون ينجو مرة أخرى.

### خواتم القوة في العصر الثاني
بعد نحو 500 عام في العصر الثاني، عاود ساورون الظهور. اعتزم الاستيلاء على الأرض الوسطى والحكم ملكًا/إله. لإغراء الجان لخدمته، انتحل ساورون ظهورًا عادلًا بوصفه سيد الهدايا، وأصبح صديقًا لأصحاب خواتم القوة، بمساعدة سيليبريمبور، إذ نصحهم في فنون السحر. صاغ أصحاب خواتم القوة جميع الخواتم بمساعدة ساورون. ثم صاغ سرًا الخاتم الواحد، في جبل الموت البركاني في موردور، كي يتحكم في جميع الخواتم الباقية. اكتشف الجان أثره عندما يضع الخاتم الواحد، ونزعوا خواتمهم. يشتاط غضبًا، فيبدأ ساورون حربًا كبيرة ويغزو مساحة كبيرة من الأرض الواقعة غرب أندوين، اجتاح ساورون أريجيون، وقتل سيليبريمبور، واستولى على حلقات القوة السبع والتسع. خُبِّئَت ثلاثة خواتم بواسطة الجان، تحديدًا جيل غالاد وسردان وغالابرييل. حاصر ساورون إيملادريس، إذ قاتل خازاد-دوم ولوثلورين. أُنقِذ الجان عندما وصل جيش قوي من نومينور لمساعدتهم، وهزم قوات سارومان وأعاد البقية إلى موردور. حصّن ساورون موردور وأكمل برج بارادور المظلم. وزع الحلقات المتبقية من السبع والتسع على أمراء الأقزام والرجال. أثبت الأقزام أنهم أقوياء لدرجة عدم الانصياع لإرادته، لكنه استعبد الرجال بوصفهم من سكان نازغول، عبيده الأكثر خوفًا. أصبح العفاريت والأقزام خدمه، إضافةً إلى الإيسترلينيين ورجال هاراد.

#### دمار نومينور
قاد آرفازون جيشًا ضخمًا إلى الأرض الوسطى باقتراب نهاية العصر الثاني. استسلم ساورون، لكي يُفسِد نومينور من الداخل. سيطر ساورون على سكان نومينور من طريق الخاتم الواحد. استخدم نفوذه ليتلف دين نومينور تدريجيًا، إذ جعل الناس يعبدون ملكور بالتضحية البشرية. كان ساورون كاهنه الأعلى. اقنع ساورون آرفازون بمهاجمة أمان من طريق البحر لسرقة الفالار. وضع الفالار وصاية على أرض العالم مناشدين إيرو. دمّر إيرو الاسطول والجيوش التي هاجمتهم، لكن نومينور غرقت رغم ذلك وأُزيلت من العالم المادي، ودمر جثة ساورون، بقدرته على الظهور بشكل جميل.

#### الحرب ضد التحالف الأخير
أنقِذَت 9 سفن تحمل المؤمنين، بقيادة أليندل، وأسسوا ممالك غوندور وارنور من حطام الأرض الوسطى. عاد ساورون إلى موردور. اندلع جبل الموت مرة أخرى. استولى ساورون على ميناس إيثيل ودمر الشجرة البيضاء. هرب إيسلدور إلى أنديوم. دافع أرانيون عن أوزغيلياث وقاد قوات ساورون إلى الجبال فترةً. شكّل إيسلدور وانيريون تحالفًا وهزما ساورون في داغر لاند. غزَوا موردور وحاصرا بارا دور مدة سبع سنوات. قُتِل ساورون على يد جيل غالاد وأليندل، اللذان لقيا حتفهما في هذا العمل. عندما سقط أليندل كسر سيفه النارسل تحته. التقط إيسلدور رأس السيف نارسل وانتزع الخاتم الواحد من يد ساورون، متغلبًا على ساورون. حث ملازم إلروند وسردان وجيل غالاد إيسلدور على تدمير الخاتم بإلقائه في جبل الموت، لكنه رفض واحتفظ به لنفسه.

### العصر الثالث
أمضى ساورون ألف سنة شرًا بلا طائل. تعرض إيسلدور لكمين العفاريت في حقول غلادن بعد سنوات من التحالف الأخير، وضع إيسلدور الخاتم وحاول الهرب عبر السبحة عبر نهر أندوين، لكن الخاتم انزلق من إصبعه، خاضعًا لرغبة ساورون، إذ قُتِل إيسلدور على يد رماة سهام العفاريت.

#### مستحضر الأرواح من دول غوندور
أخفى ساورون نفسه في جنوب ميركوود بوصفه مستحضر الأرواح، في قلعة دول غولدور، تل السحر. أرسل الفالار خمسة من المايار سحرةً لمعارضة الظلام، مفترضين أنه من سكان نازغول وليس ساورون بنفسه. هاجم زعيم نازغول، الساحر، الملك أنمار مرارًا وتكرارًا مملكة أرنور الشمالية ودمرها. عاد الساحر أدراجه نحو موردور عندما هاجم غوندور، وجمع سكان نازغول هناك. استولى سكان نازغول على ميناس إيثيل، التي أُعيد تسميتها بميناس مورغول، وحصلت بلانتير على أحد أحجار الرؤيا السبعة التي أُحضِرت من نومينور. وجد دياغول صديق غولم الخاتم الواحد في نهر أنديوم، وقتل غولم دياغول للحصول عليه، وسرعان ما أفسده الخاتم. نُفي، إذ ذهب للاختباء في الجبال الضبابية. اكتشف السحرة وجود ساورون في دول غولدور، أبعدوا ساورون من ميركوود. عاد إلى موردور حيث أعلن عن نفسه، أعاد بناء بارادور، وجلب جيوشًا من العفاريت الكبيرة، عصابات أوروك.

#### حرب الخاتم
عرّف غندلف خاتم غولم بأنه خاتم ساورون الوحيد. سعى سارومان إلى السلطة، باستخدام حجر بالانتير، الذي أفسده ساورون. اختطف ساورون غولم وعرف أن من عثر على الخاتم هوبيت يدعى باغينز. أرسل ساورون سكان نازغول إلى شاير بلدة الهوبيت. طاردوا فرودو حامل الخاتم الواحد، الذي هرب إلى ريفندل، حيث عقد إلروند المجلس. قرر المجلس تدمير الخاتم في جبل دوم، وتشكلت الزمالة لتحقيق ذلك. حاول سارومان الاستيلاء على الخاتم الواحد، إذ دُمِّر جيشه وأطيح بقلعته في إيزنغارد. سقط حجر بالانتير في أيدي الزمالة، استخدمه أراغورن لإظهار نفسه لساورون كما لو كان يحمل الخاتم. اضطرب ساورون بسبب هذا الإيحاء، إذ هاجم ميناس تيريث في وقت أقرب مما خطط له. تدمر جيشه في معركة حقول بيلينور. في الوقت نفسه، دخل فرودو وسام موردور عبر سيريث أونغول. صرَف أراغون انتباه ساورون بالهجوم على البوابة السوداء لموردور. وصل فرودو وسام إلى جبل الموت، استولى غولم على الخاتم وسقط في شقوق من العذاب، مدمرًا الخاتم. وهكذا هُزِم ساورون تمامًا واختفى من الأرض الوسطى.

## المظهر
لم يصف تولكين قط ظهور ساورون بالتفصيل. كان في البداية قادرًا على تغيير مظهره حسب رغبته، لكن عندما أصبح خادم مورغوث، اتخذ شكلًا شيطانيًا. في العصر الأول أحضِر جورلم إلى الوجود المريع لسارومان، الذي يملك عيونًا مخيفة. اتخذ ساورون مظهر المستذئب في معركة هوان، رابطة فالينور، ثم اعتمد نموذجًا يشبه الثعبان، ثم عاد أخيرًا من مظهر الوحش إلى شكله المعتاد الشبيه بالإنسان. اتخذ شكل الساحر إينويه، قرابة بداية العصر الثاني عندما ظهر بصفته أناتار إلى الجان، ومرة أخرى قرابة نهاية العصر الثاني لإفساد رجال نومينور. ظهر بعد ذلك بصفته رجلًا، أو شخصًا بهيئة رجل، لكنه بدا أكبر من أي شيء وأعظم مكانة من سباق نومينور. بدا ساورون عظيمًا أمام الرجال، وكانوا يخشون نور عينيه. رأى الكثيرون ساورون عادلًا، ورآه البعض فظيعًا، ورآه آخرون شريرًا. بعد تدمير مظهره العادل بسبب سقوط نومينور، انتحل ساورون هيئة السيد الرهيب باستمرار. كان تجسده الأول بعد سقوط نومينور بشعًا، أصبح صورة واضحة من الحقد والكراهية. سجّل إيسلدور أن يد ساورون كانت سوداء، وحارقة كالنار أيضًا. وكذا صوره الفنانون في الأعمال المرئية.